# Gil Garfield
Gil Garfield (20 de maio de 1933 - 1 de janeiro de 2011) foi um músico e compositor norte-americano. Participou do grupo musical The Cheers.